# جفری گای گری
جفری گای گری (انگلیسی: Jeffrey Grey; ۱۹ مارس ۱۹۵۹ – ۲۶ ژوئیهٔ ۲۰۱۶) نظامی و استاد دانشگاه اهل استرالیا بود.